# Фрир, Шеппард
Шеппард Фрир (англ. Sheppard Sunderland Frere; 23 августа 1916, Западный Суссекс, Англия — 26 февраля 2015, Абингдон, Оксфордшир, Англия) — британский историк и археолог, исследователь Римской Британии. Профессор Лондонского ун-та и Оксфорда, член Британской академии (1971).
Девичья фамилия его матери — Сандерленд.
Двоюродный брат Мэри Лики.
Учился в Магдален-колледже Кембриджа и окончил его в 1938 году по классике (BA). Также имел степени MA и DLitt. Затем преподавал классику и участвовал в археологических раскопках. В 1938-50 гг. мастер Эпсом-колледжа. В годы войны пять лет прослужил в пожарной службе. В 1945-54 гг. мастер Лансинг-колледжа. В 1954-5 гг. лектор археологии Манчестерского ун-та. В 1955-66 гг. преподаватель, с 1961 г. профессор Ин-та археологии Лондонского ун-та. С 1963 года профессор Оксфорда, с 1966 года профессор археологии Римской империи и член Колледжа Всех Душ (затем почётный). С 1983 года в отставке.
В 1970 году основатель журнала «Britannia», редактор его первых томов.
В 1978-81 гг. президент Королевского археологического института.
Член Лондонского общества антикваров, его вице-президент в 1962-6 гг.
Член Германского археологического ин-та (1967, почётный членкор 1964).
Женат с 1961 года, сын и дочь.
CBE (1976).
Свою первую статью опубликовал в 1938 году.
Большую часть его публикаций составляют археологические отчёты, которым он придавал большое значение. Его «Britannia: A History of Roman Britain» (1967; 4-е изд. 1999) выдержала несколько изданий и стала первой крупной монографией этой темы после работы Р. Дж. Коллингвуда 1936 года; она охватывает временной период от сер. I века до н. э. до позднего V в. Книга стала первой опубликованной издательством Routledge в серии «The History of the Provinces of the Roman Empire».